# Andrea Giovene
Andrea Giovene, född 1904 i Neapel, död 1995 i Sant’Agata dei Goti, var en italiensk författare.
Han debuterade redan 1936 med berättelsen Viaggio och utkom med ytterligare några böcker med långa mellanrum, men det var först när han 1966 utgav de båda första delarna av sin bildningsroman L'autobiografia di Giuliano di Sansevero som han i ett slag blev känd.

## Svenska översättningar avL'autobiografia di Giuliano di Sansevero
(Samtliga med undertiteln Giuliano di Sanseveros självbiografi, översatta av Edvard Robert Gummerus och utgivna av LT:s förlag)
- 1 - Stamträdet (1969)
- 2 - Järnarmen (1967)
- 3 - Blomman (1968)
- 4 - Tärningen (1970)
- 5 - Helgonen (1971)